# 鄧兆尊
鄧兆尊（英語：Johnny Tang Siu-chuen，1967年2月5日—），生於香港，籍貫廣東順德，香港男藝人，粵劇名伶新馬師曾與洪金梅之長子。曾在無綫電視演出綜合性節目，包括已停播的《歡樂今宵》，由於他身型瘦削，常在趣劇中模仿其他名人或飾演被欺負的角色（但也擅長演反派），及在處境喜劇《皆大歡喜》中演出。鄧兆尊曾與一同在《皆大歡喜》裡合演夫婦的陳彥行傳出緋聞。另外鄧兆尊在獎門人系列中經常有突出的表現。因其父親新馬師曾被譽為「慈善伶王」，所以鄧兆尊也被戲稱為「慈善羚羊」。
2017年7月，鄧兆尊為首的兄妹成功出售新馬師曾擁有位於筲箕灣的楚留香酒樓物業。

## 家庭
在鄧家爭產事件中，他與新馬師曾其他子女同一陣線，與其生母洪金梅對簿公堂。2003年，鄧兆尊以HK$9,540萬把新馬師曾遺產之一的永祥大廈售予東華三院。2006年，鄧兆尊與其妹鄧翠玉、鄧碧玉和其弟鄧兆榮，突然一起出席母親洪金梅的壽宴，並聲稱與母已經「和好如初」。
鄧兆尊與三名妻子一同居住，元配是Carman，良配（二房）為Cherry，前淑配（三房）是Claire，不過在2020年11月,鄧兆尊被傳媒發現他已跟Claire分手，其後與新歡陳小姐交往,陳育有一對子女,但鄧兆尊並不介意，更指：「身份不是問題」。

## 演出作品

### 電視劇（無綫電視）
| 年份        | 劇名                             | 角色                          |
| 1994年      | 《餐餐有宋家》                   | 余天齊                        |
| 1994年      | 《豪門插班生》                   | 毛星馳                        |
| 1994年      | 《方世玉與乾隆皇》               | 小桂子                        |
| 1994年      | 《小李飛刀》                     | 龍天賜                        |
| 1995年      | 《忘情闊少爺》                   |                               |
| 1995年      | 《娛樂插班生》                   |                               |
| 1995年      | 《刀馬旦》                       | 曹宇軒                        |
| 1996年      | 《西遊記》                       | 雞 精                         |
| 1996年      | 《廉政行動1996》- 單元三《証物》 | 戴二牛/趙偉圖 (古明華飾) 手下 |
| 1997年      | 《醉打金枝》                     | 大皇子李適                    |
| 1997年      | 《大鬧廣昌隆》                   | 陸繼華                        |
| 1998年      | 《烈火雄心》                     | 胡港基                        |
| 1998年      | 《千里姻緣兜錯圈》               | 齊學得                        |
| 2000年      | 《陀槍師姐II》                   | 董澤光                        |
| 2001年      | 《錦繡良緣》                     | 古浩男                        |
| 2001年      | 《美味情緣》                     | 方展翅                        |
| 2001年      | 《封神榜》                       | 李金吒                        |
| 2001-2003年 | 《皆大歡喜 (古裝)》              | 高爾康                        |
| 2002年      | 《七號差館》（海外首播）         | 程九嬌                        |
| 2003-2005年 | 《皆大歡喜 (時裝)》              | 高爾康                        |
| 2009年      | 《古靈精探B》                    | 李時謙                        |
| 2009年      | 《廉政行動2009》                 | 陳仲文                        |

### 電視劇（ViuTV）
| 年份   | 劇名         | 角色   |
| 2018年 | 《VR驅魔人》 | 基金佬 |

### 節目主持
| 年份   | 節目名     |
| 1992年 | 娛樂笑爆鏡 |
| 1993年 | 大懷舊1993 |

### 電影
| 年份   | 片名                       | 角色                     |
| 1994年 | 《醉生夢死的灣仔之虎》     |                          |
| 1994年 | 《倫文敘老點柳先開》       | 鄧蓮如                   |
| 1994年 | 《等愛的女人》             |                          |
| 1994年 | 《殺手的童話》             | 警員                     |
| 1994年 | 《國產零零漆》             | 政治犯                   |
| 1995年 | 《百變星君》               | 阿尊 (情敵)              |
| 1996年 | 《藝壇照妖鏡之96應召名冊》 |                          |
| 1996年 | 《四個32A和一個香蕉少年》  |                          |
| 1996年 | 《正牌香蕉俱樂部》         |                          |
| 1996年 | 《偷偷愛你》               |                          |
| 1998年 | 《男人胸女人home》         |                          |
| 1998年 | 《想見妳》                 | 九哥                     |
| 1999年 | 《屍家保鑣》               |                          |
| 2001年 | 《情迷大話王》             |                          |
| 2002年 | 《無問題2》                |                          |
| 2006年 | 《春田花花同學會》         | 凍肉公司主管、咖啡店老闆 |
| 2018年 | 《棟篤特工》               | 飛機                     |

## 綜藝節目

### 綜藝節目 (香港電台)
| 年份   | 播映日期                     | 節目名       | 主持 / 合作藝人              |
| 2022年 | 8月27日至12月17日 (逢星期六) | 老中青當自強 | 尹光、郭漢柱、黃愷怡、張嘉欣 |

### 電視節目 (無綫電視)
| 年份   | 播映日期           | 節目名                   | 主持 / 合作藝人                                                                                               |
| 1992年 | 12月5日            | 歡樂滿東華 1992          | |
| 1994年 | 5月1日             | 親親媽咪愛心大喜宴       | |
| 1994年 | 12月10日           | 歡樂滿東華 1994          | 新馬師曾、蓋鳴暉、張學友                                                                                      |
| 1994年 |                    | 繽紛居樂部               | 李龍基、李秀媚、林麗薇、鄭梓浩、李欣曉                                                                        |
| 1995年 | 2月28日            | 人生交叉點(第二輯)       | 鄭裕玲、彭 丹、呂 方                                                                                          |
| 1995年 | 12月9日            | 歡樂滿東華 1995          | |
| 1995年 |                    | 花弗新世界               | 黃 霑、曾華倩、黃紀瑩、安德尊、陳梅馨、梁詠琳、古天樂                                                         |
| 1995年 |                    | 最佳屏幕情侶對對碰       | 黃 霑、曾華倩、劉德華、關之琳、古巨基、張 延、黃小燕、阮兆祥、梅小惠                                          |
| 1996年 | 3月27日            | 超級無敵獎門人           | 陳惠敏、徐濠縈、陳妙瑛、江欣燕、郭晉安                                                                        |
| 1997年 | 12月6日            | 歡樂滿東華 1997          | |
| 1998年 | 11月19日           | 萬千星輝賀台慶 1998      | 關詠荷、王喜、錢嘉樂、李子雄、鄭敬基、容錦昌、莫家堯、林敬剛、張達明、蔡少芬、陳妙瑛、李珊珊                  |
| 1999年 | 9月20日            | 驚天動地獎門人           | 江欣燕、鍾麗淇、魏駿傑、吳文忻、梁雪湄、張錦程、鄧一君                                                        |
| 1999年 |                    | 驚天動地獎門人之凸別任務 | |
| 1999年 |                    | 反斗樂園翻天覆地獎門人   | 曾志偉、林曉峰、錢嘉樂、八両金、李璨琛、姚樂怡、馬蹄露、張柏芝、張家輝、梁思浩、陳法蓉、劉曉彤、鄭中基、蘭 茜 |
| 1999年 | 11月19日           | 萬千星輝賀台慶 1999      | |
| 2000年 |                    | 明愛暖萬心 2000          | 洪天明、徐子淇                                                                                                |
| 2000年 |                    | 宇宙無敵獎門人           | 陳彥行、黃泆潼、徐小淇、阮兆祥、韓君婷、洪天明、岑寶兒                                                        |
| 2001年 | 12月8日            | 歡樂滿東華 2001          | |
| 2001年 |                    | 公益開心大富翁           | 郭羨妮、向海嵐、譚小環、錢嘉樂、阮兆祥                                                                        |
| 2002年 |                    | 愛心獻再生 2002          | 薛家燕、阮兆祥、趙學而、謝天華                                                                                |
| 2002年 |                    | 吾係獎門人               | 陳彥行、林家棟、劉玉翠、郭少芸、成奎安                                                                        |
| 2003年 | 2月1日             | 吐氣羊眉賀新春           | 胡楓、林曉峰、韓君婷、錢嘉樂、康子妮、吳家樂、姚樂怡、洪天明、陳山聰、劉曉彤、盧海鵬                          |
| 2003年 | 12月13日           | 歡樂滿東華 2003          | |
| 2004年 | 1月17日            | 2004國際華裔小姐競選     | 阮兆祥、謝天華、苑瓊丹、趙學而、陳彥行、王賢誌                                                                |
| 2006年 | 6月4日             | 美女廚房 (第一輯)        | 周汶錡、楊思琦、焦 媛、阮兆祥、謝天華、高振華師傅                                                             |
| 2007年 | 2月17日            | 豬圓玉潤迎新歲           | 何俊軒、李綺雯、胡楓、祝文君、敖嘉年、陸詩韻、羅君左、蘇敏聰、曾琬莎                                          |
| 2007年 | 11月1, 14日        | 再會歡樂今宵             | |
| 2008年 |                    | 鐵甲無敵獎門人           | |
| 2017年 | 12月3日            | 最佳拍檔                 | 黎芷珊、薛家燕、阮兆祥、廖碧兒、陳彥行                                                                        |
| 2021年 | 4月10日            | 日日媽媽聲               | 余安安、袁詠儀、羅敏莊、陳凱琳                                                                                |
| 2021年 | 12月21, 22日       | 麻雀鬥室三決一           | 車婉婉、阮兆祥、陳彥行                                                                                        |
| 2022年 | 2月6日             | 思家大戰                 | 苑瓊丹、陳彥行、張慧儀、蔣祖曼                                                                                |
| 2022年 | 3月28-30日；4月4日 | 講你都唔信               | |
| 2022年 | 12月4日            | 開心無敵獎門人           | 彭健新、陳彥行、林 雪、路 芙、陳嘉桓、梁敏巧、梁菁琳、王嘉慧、 黎寬怡、利穎怡、麥美恩                         |
| 2024年 | 4月23日            | 直播靈接觸               | 梁思浩 |
| 2024年 | 6月22日            | 玲玲友情報               | 麥玲玲 |
| 2025年 | 3月2日             | 友乜唔講得               | 阮兆祥、梅小惠、江欣燕、陳彥行                                                                                |

### 電視節目 (ViuTV)
| 年份   | 播映日期   | 節目名           | 主持 / 合作藝人                  |
| 2017年 | 4月7日     | 總有一件喺左近   |                                  |
| 2017年 |            | Learning男       | 曾志豪、鄺家銘、李尚正、周殷廷   |
| 2018年 | 3月2日     | 總有一瓣喺左近   |                                  |
| 2019年 | 4月25日    | 點相             | 陳柏寧、英健朗、柯翠婷、皓云師傅 |
| 2021年 | 1月25日    | 調查男女         | 林曉峰、練美娟、沈殷怡           |
| 2021年 | 6月15-16日 | 造美人           | 達 哥                            |
| 2023年 | 11月18日   | 生仔唔該考個牌   | 陳子豐、呂詩慧                   |
| 2024年 | 5月15日    | 唔鹹唔淡香港指南 | 陳俞希、莊家朗、鄧祖欣           |

### 電視節目 (有線電視)
| 年份   | 播映日期 | 節目名     | 主持 / 合作藝人 |
| 2019年 |          | 開工大吉77 | 苑瓊丹          |
| 2021年 |          | 開運秘笈   |                 |

### 電視節目 (亞視A1台)
| 年份   | 播映日期 | 節目名    | 主持 / 合作藝人                |
| 2018年 |          | 今晚夜D見 | 張芯熏、梁思浩、李麗蕊、陳彥行 |

### 電視節目 (HoyTv)
| 年份   | 播映日期 | 節目名 | 主持 / 合作藝人 |
| 2017年 |          | 中伏   | 蘇民峰、陳彥行  |

## 電台節目

### 電台節目 (香港電台)
| 年份   | 節目名     | 同場主持 / 嘉賓                |
| 2024年 | 她．他．它 | 陳淑蘭、陳淽菁、彭詠儀、林司敏 |

### 電台節目 (新城電台)
| 年份   | 節目名     | 同場主持 / 嘉賓               |
| 1995年 | 夜半迷鍾   | 鍾慧冰、湯寶如                |
| 2025年 | 開心大派對 | 薛家燕、苑振峰、思 敏、陳彥行 |

### 網台節目
| 年份   | 節目名             | 同場主持 / 嘉賓       |
| 2020年 | 恐怖在線           | 潘紹聰、陳法齊師傅    |
| 2021年 | 靈凶翻騰半夜講呢啲 | 何慕詩                |
| 2024年 | 恐怖在線           | 潘紹聰、陳法齊師傅    |
| 2025年 | 娛樂好好玩         | 吳家樂、江美儀、謝 遜 |

### 頌獎嘉賓
| 年份   | 節目名               | 同場主持 / 嘉賓        |
| 2016年 | 萬千星輝頒獎典禮2016 | 薛家燕、阮兆祥、陳彥行 |

## 資料來源
1. ↑  .   [2017-10-24]. （原始内容存档于2017-10-24）.
2. ↑  .   [2017-08-12]. （原始内容存档于2017-08-12）.
3. ↑  . 壹週刊. 2020年10月26日  [2020年11月17日]. （原始内容存档于2021年3月12日）.

## 外部連結
- 鄧兆尊的Facebook專頁
- 鄧兆尊的Instagram帳戶
- 鄧兆尊在互联网电影资料库（IMDb）上的資料（英文）
- 鄧兆尊在香港影庫上的簡介
- 鄧兆尊在豆瓣上的资料（简体中文）
- 鄧兆尊在时光网上的簡介（简体中文）